# Cymothoa excisa
Cymothoa excisa är en kräftdjursart som beskrevs av Perty 1833. Cymothoa excisa ingår i släktet Cymothoa och familjen Cymothoidae.
Artens utbredningsområde är Mexikanska golfen. Inga underarter finns listade i Catalogue of Life.